# Азарови, Иракли
Ира́кли Аза́рови (груз. ირაკლი აზაროვი; род. 21 февраля 2002, Тбилиси) — грузинский футболист, защитник донецкого «Шахтёра» и сборной Грузии.

## Биография

### Клубная карьера
На взрослом уровне дебютировал в 2019 году в составе тбилисского «Динамо». В команде выполнял роль игрока ротации, в основном выходя на замену во втором тайме, при этом с командой дважды становился чемпионом Грузии. Перед началом сезона 2021 перешёл в «Динамо» Батуми, где быстро стал игроком основы.

### Карьера в сборной
С 2017 года активно привлекался в юношеские сборные Грузии различных возрастов. Принимал участие в отборочных матчах чемпионатов Европы.
В марте 2021 года попал в заявку основной сборной на отборочный матч чемпионата мира 2022 со сборной Греции. Дебютировал за сборную Грузии 2 июня в товарищеском встрече против Румынии, отыграв весь матч.

## Достижения

### Командные
«Динамо» Тбилиси
- Чемпион Грузии (2): 2019, 2020

«Динамо» Батуми
- Чемпион Грузии: 2021

«Црвена звезда»
- Чемпион Сербии: 2022/23
- Обладатель Кубка Сербии: 2022/23

«Шахтёр» (Донецк)
- Чемпион Украины: 2023/24
- Бронзовый призёр чемпионата Украины: 2024/25
- Обладатель Кубка Украины (2): 2023/24, 2024/25

### Личные
- Лучший молодой игрок Грузии: 2021[3]